# Mufete
Mufete é um prato típico da ilha de Luanda constituído por peixe grelhado (carapau, peixe galo ou cacusso), feijão de óleo de palma,  mandioca, banana pão, batata-doce e farinha musseque, acompanhado por molho de cebola com vinagre, azeite doce, gindungo e uma pitada de sal.
O mufete já era consumido na era colonial como parte integrante do menu dos ilhéus, sendo um prato irresistível tradicionalmente apreciado aos sábados, estando no entanto presente em todas as comemorações como aniversários, noivados ou casamentos. Os "mais velhos" da ilha gostam de comer o mufete, pelo menos três vezes por semana, mesmo que não haja nenhum tipo de festa ou comemoração.